# Río Savage (Alaska)
El río salvaje es un río que discurre por Alaska, Estados Unidos. 

## Características
Las cabecera del río se encuentra al norte de Cantwell . Fluye en dirección noroeste y desemboca al oeste de Healy en el río Teklanika. Todo su curso se encuentra en el Parque Nacional Denali en la cordillera de Alaska. 
La carretera del parque nacional desde la entrada en dirección  Kantishna atraviesa el río. A orillas del río se encuentra el camping Savage River.

## Galería de imágenes

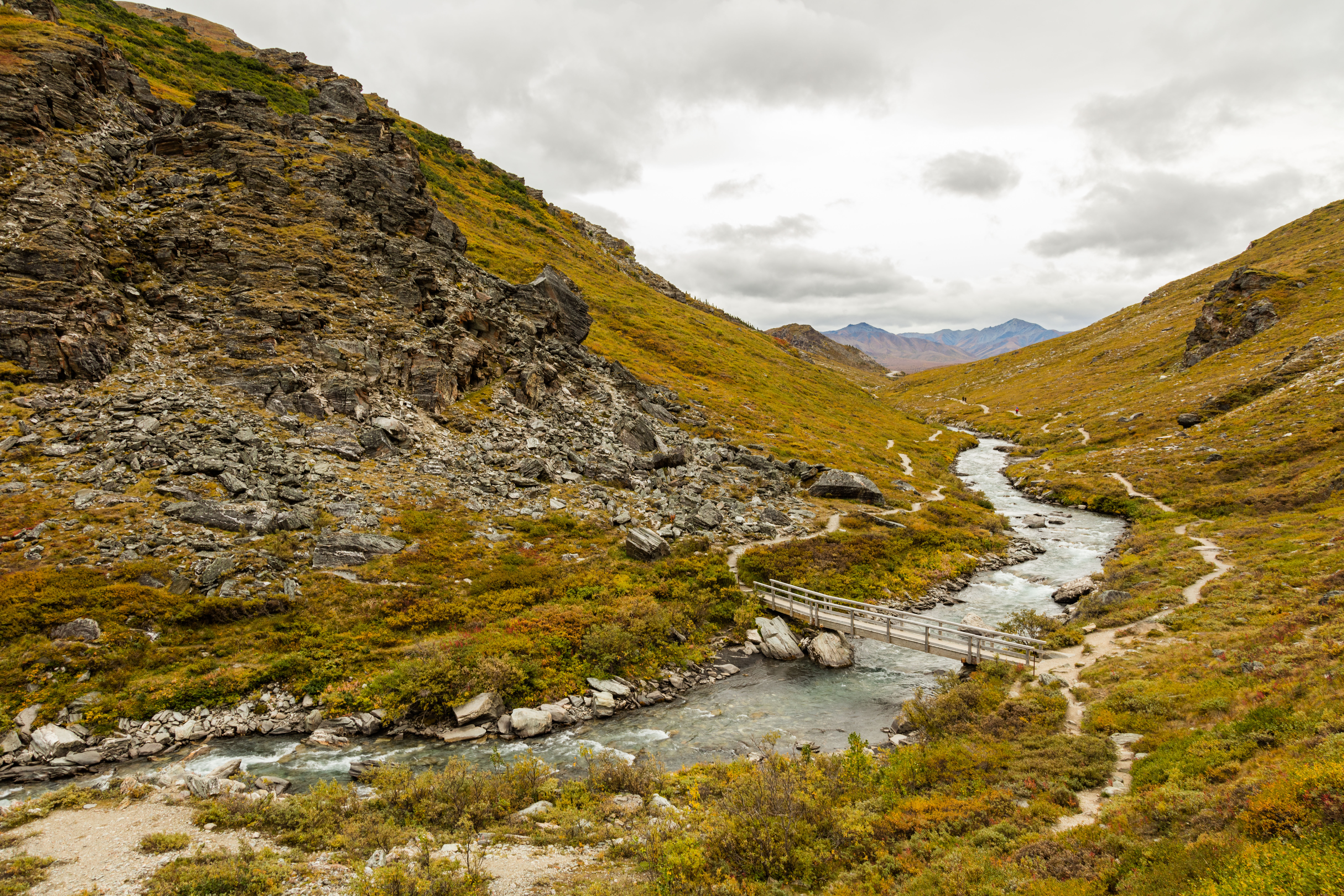
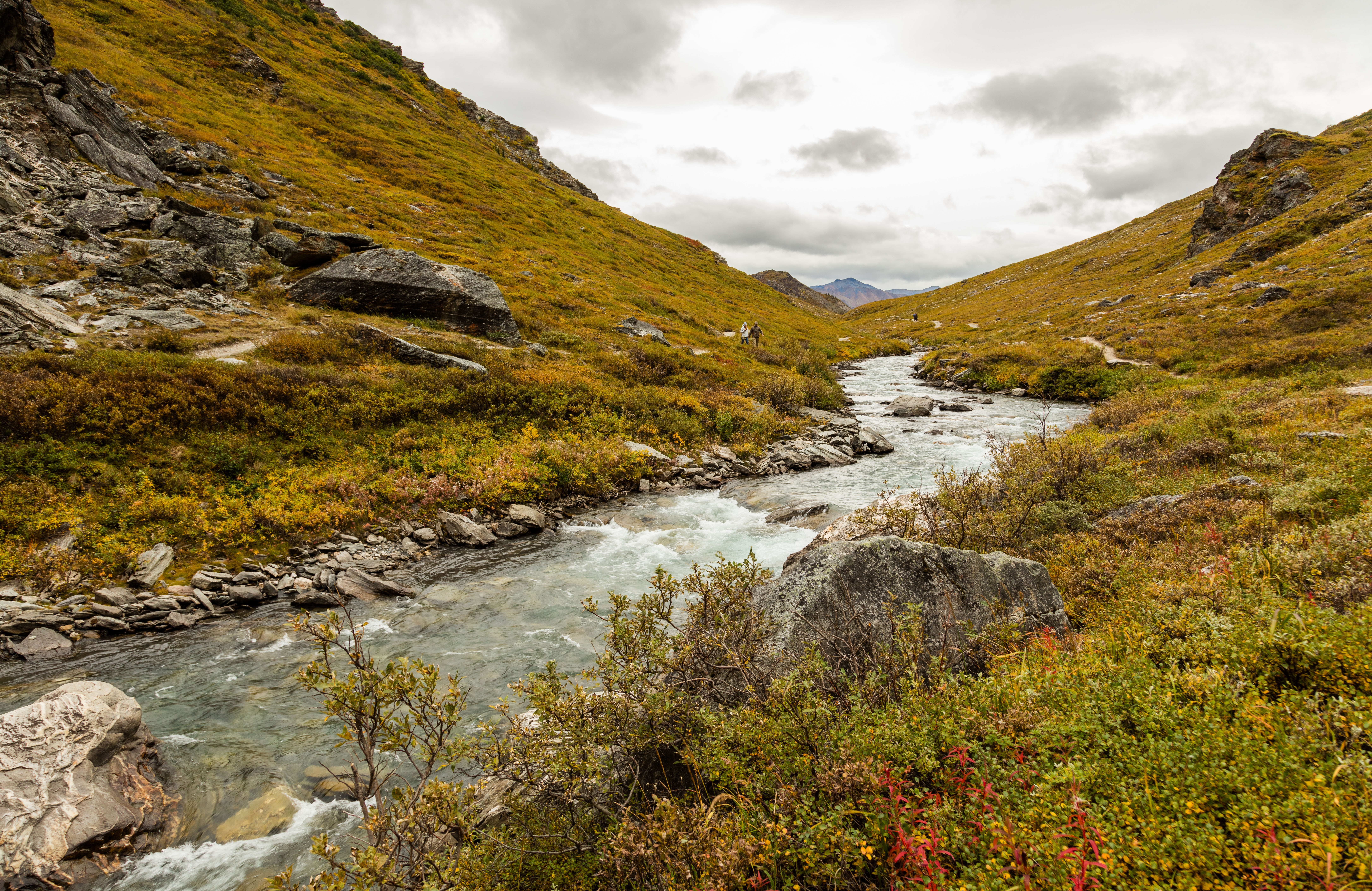
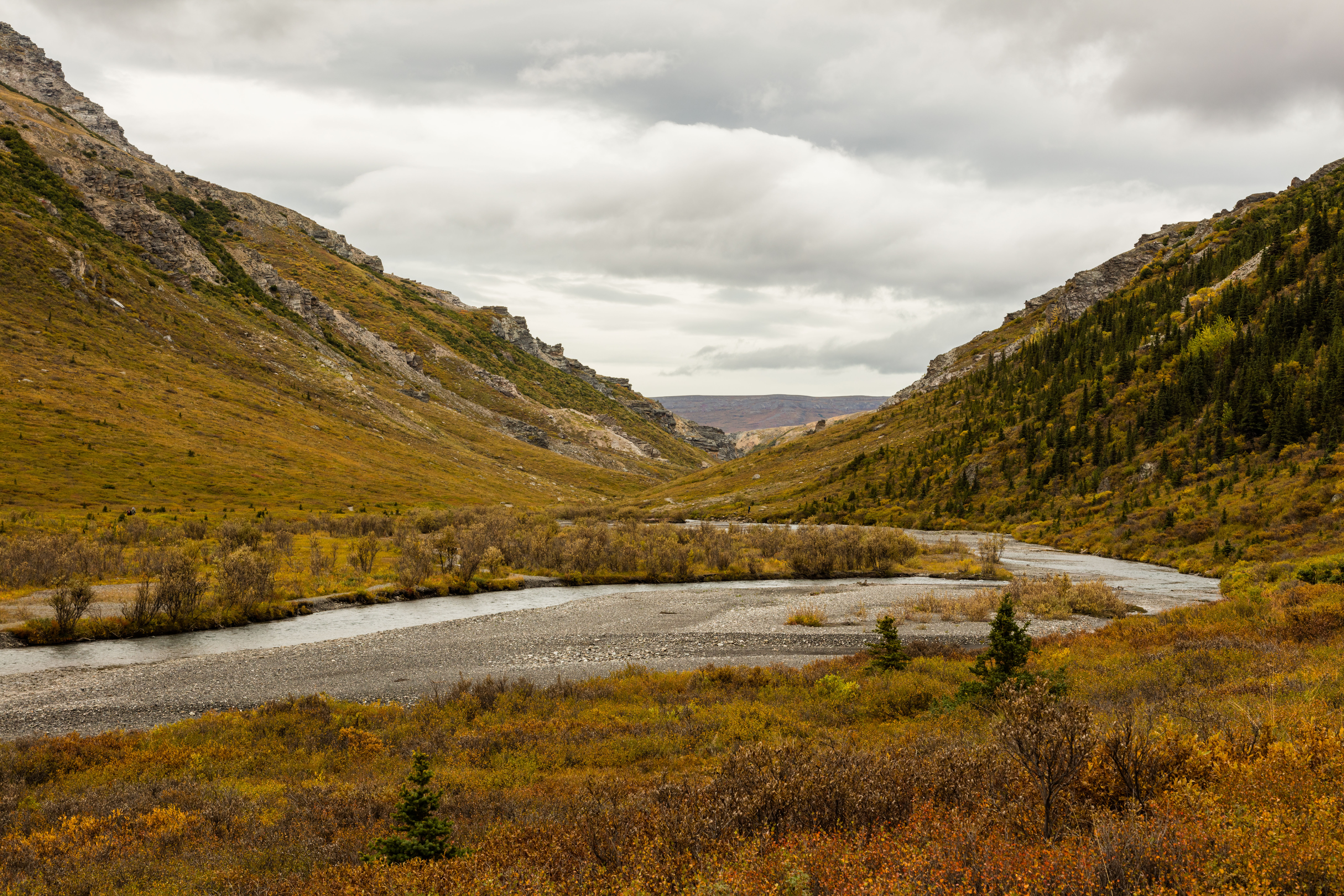
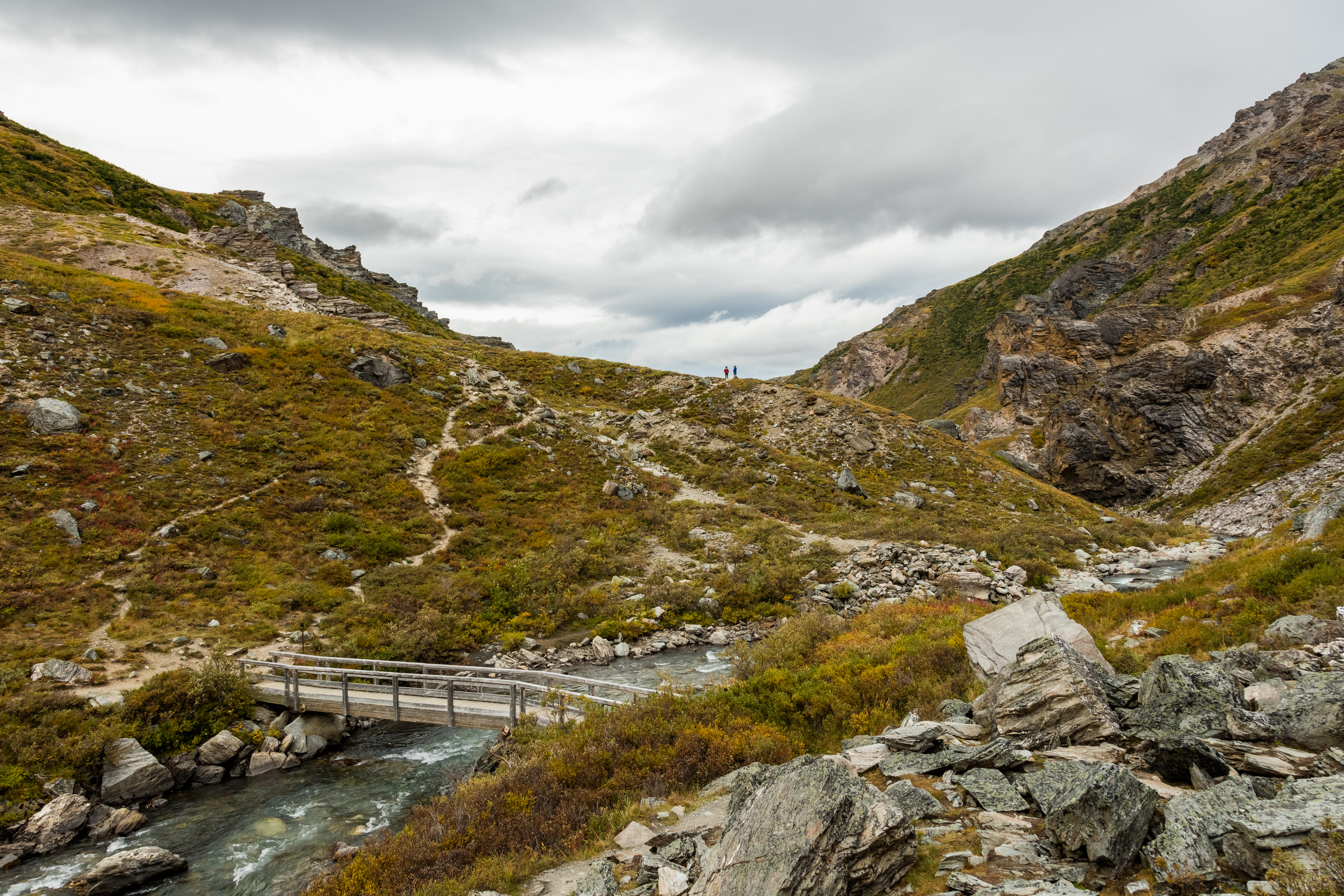